# 8996 Waynedwards
8996 Waynedwards è un asteroide della fascia principale. Scoperto nel 1981, presenta un'orbita caratterizzata da un semiasse maggiore pari a 3,0908688 UA e da un'eccentricità di 0,1372347, inclinata di 6,95695° rispetto all'eclittica.